# Muga de Sayago
Muga de Sayago est une municipalité espagnole de la communauté autonome de Castille-et-León et située dans la bande sud-ouest de la province de Zamora. En 2017, elle compte 368 habitants, et s’étend sur 36 kilomètres carrés.
Cette zone est considérée comme un territoire de passage et de no man's land à l'époque de l’occupation sarazine, à partir du VIIIe siècle, mais dès le XIe siècle, une forte pression des chrétiens du Nord et des gens du royaume de León repeuplent la région, repoussant la frontière vers le Sud. Plus tard, vers le XIIe siècle, la ville de Muga et le territoire de Sayago sont fondés.
La commune comprend sur son territoire plusieurs édifices remarquables, dont le bâtiment de la mairie, l'église paroissiale de la municipalité et l'ermitage de Fernandiel.
Le village dispose également d’itinéraires balisés vers les vastes espaces naturels de la municipalité ou vers le parc naturel Arribes del Duero.

## Source
- (es) Cet article est partiellement ou en totalité issu de l’article de Wikipédia en espagnol intitulé « Muga de Sayago » (voir la liste des auteurs).